# Jean-Baptiste Akassou
Jean-Baptiste Akra Akassou (Songon, 5 novembre 1985) è un calciatore ivoriano, centrocampista dell'Asteras Stavrou.

## Carriera
Ha giocato nella massima serie ungherese.